# Andriej Aleksiejenko
Andriej Anatoljewicz Aleksiejenko (ros. Андрей Анатольевич Алексеенко ukr. Андрій Анатолійович Алексеєнко; ur. 23 kwietnia 1978 w Nowopokrowskiej, w Kraju Krasnodarskim) – rosyjski polityk, samorządowiec i ekonomista, w latach 2021–2022 mer Krasnodaru. Od 19 sierpnia do początku września 2022 de facto szef rządu i pierwszy zastępca gubernatora okupowanej przez Rosję części obwodu charkowskiego (z siedzibą w Kupiańsku, a potem w Wołczańsku), od 25 listopada 2022 de facto szef rządu obwodu cherońskiego (z siedzibą w Geniczesku).

## Życiorys
Pochodzi z Kubania. Ukończył studia z zakresu inżynierii i ekonomii na Kubańskim Państwowym Uniwersytecie Rolniczym w Krasnodarze, uzyskał później stopień kandydata nauk ekonomicznych. Od 1996 pracował w firmie z branży budownictwa „Krasnodarsiełmasz”, dochodząc od majstra do stanowiska inżyniera ds. nadzoru technicznego. W latach 2006–2007 zastępca dyrektora generalnego jednego z przedsiębiorstw. Został dyrektorem federacji siatkówki w Kraju Krasnodarskim. W 2021 oskarżony o przyjęcie trzy lata wcześniej łapówki w postaci broni palnej.
Wstąpił do ugrupowania Jedna Rosja. Od 2007 do 2010 kierował w administracji Kraju Krasnodarskiego departamentem ds. ekonomicznych i relacji międzynarodowych. W 2010 został zastępcą i następnie szefem administracji rejonu Tuapse. We wrześniu 2015 tymczasowo objął analogiczne stanowisko w rejonie Jejsk. Od października 2015 zastępca gubernatora, od września 2017 pierwszy wicegubernator Kraju Krasnodarskiego. Odpowiadał m.in. za infrastrukturę komunalną, inwestycję i własność samorządową. 21 października został tymczasowym merem miasta Krasnodar, powołany na to stanowisko z dniem 17 listopada 2021.
W 2022 poparł rosyjską inwazję na Ukrainę, zajmując się m.in. rekrutacją żołnierzy i kilkukrotnie odwiedzając okupowane tereny (oficjalnie z pomocą humanitarną ze strony Kraju Krasnodarskiego). 18 sierpnia 2022 zrezygnował z funkcji mera Krasnodaru. Kolejnego dnia został powołany przez Rosjan na stanowisko pierwszego zastępcy szefa Charkowskiej Wojskowo-Cywilnej Administracji oraz nowo utworzoną funkcję przewodniczącego rady ministrów Charkowskiej Wojskowo-Cywilnej Administracji (początkowo z siedzibą w Kupiańsku). Ok. 8 września administracja została przniesiona do Wołczańska, jednak ok. 10 września Rosjanie opuścili także to miasto. 25 listopada 2022 objął stanowisko premiera rządu okupowanej przez Rosję części obwodu chersońskiego z siedzibą w Geniczesku.
Żonaty, ma troje dzieci.

## Odznaczenia
Odznaczony m.in. medalem za wkład w rozwój Kraju Krasnodarskiego, a w 2022 Orderem Męstwa.